# 程子卿
程子卿（法語：Zeng Cse King）（1882年3月3日—1961年9月27日），江苏镇江人。上海法租界巡捕房高级警官，曾闯入中共一大会场。并与多位居住在法租界内的国民政府要员关系密切。

## 生平
程子卿初中毕业，后来因为家庭贫困，在镇江米店当学徒。在1900年之前，程子卿来到上海，在十六铺码头当搬运工。在此，他结识了帮会首领兼“包打听”黄金荣、丁顺华，三人结拜为青帮兄弟，人称“黄老大”（黄金荣）、“丁老二”（丁顺华）、“程老三”（程子卿）。程子卿皮肤黑，绰号“黑皮子卿”，属青帮“悟”字辈人物。在上海，程子卿曾入法书斋堂学习。
1908年，程子卿经黄金荣（黄金荣1892年入上海法租界巡捕房任职）介绍入上海法租界巡捕房当巡捕，后升任刑事科政治组探长。政治组负责上海法租界的政治性案件，政治组组长为法国警官萨而礼。辛亥革命前后，黄金荣结识了一度住在上海法租界的孙中山，此后程子卿也随黄金荣结识了孙中山。程子卿不仅保护孙中山的安全，还在上海经“孙总理代办”加入了国民党。程子卿“利用探长的身份，与居住在法租界内的国民党各派人物都有联系，更有杨虎、陈群，同为青帮人物，引为好友。因此消息十分灵通，深得萨而礼的倚重。”
1921年4月，荷兰革命家马林在奥地利维也纳领取赴中华民国的签证时被捕，获释后为各国警方关注，其来华途经科伦坡、巴东、新加坡、香港时皆受严密监视和检查。同年6月3日，马林抵达上海后，随即到荷兰驻上海总领事馆登记（以避免被驱逐），并以日本《东方经济学家》杂志驻上海记者的身份活动。当时上海法租界警方已经提前获知共产党要在上海开会的消息，早在6月底，日本警视厅就获知相关消息，7月23日晚，马林来到李书城公馆时引起了法租界警方的关注。7月30日，上海法租界警方出台了《取缔集会条例》，规定8月1日后，集会须在48小时以前取得上海法租界警察局局长许可，秘密集会或未申明集会目的者将受处罚。程子卿发现马林正在用外语发言，遂闯入中共一大会场探查，并返回霞飞路葛罗路口捕房汇报，派遣巡捕前来搜查。受此影响，中共一大此后转移到嘉兴继续召开。
1927年初，程子卿通过对情报的分析，预测国共不久将会决裂，并向政治组组长萨而礼、警务总监费沃利和法国驻沪总领事那齐雅汇报。3月26日，程子卿至高昌庙迎接乘楚同舰抵达上海的蒋介石，并为其准备好特别通行证进入法租界，陪同其拜访已从捕房退职的黄金荣。四一二事变中，黃金榮、張嘯林、杜月笙的中華共進會冲锋陷阵，程子卿也出了力，事后经杨虎保举，获南京国民政府颁发青天白日三等勋章。胡汉民、汪精卫各赠其手书字轴一轴。
当时上海法租界的政治性事件逐渐增加，政治组乃于1929年升格为政事治安处（俗称政治处），萨而礼任处长，程子卿受萨而礼重用，在1930年代历任政事治安处主任、督察长。后来，程子卿将巡捕房的新一代薛耕莘介绍给黄金荣，1939年薛耕莘升任督察长后，也跟程子卿一样经常同黄金荣来往。
1920年代末，程子卿同杨景德结婚。他们夫妇二人均皈依了天主教，日后育有一子二女。1934年，他们的第二个女儿诞生，同年他们迁居薛华立路和平里（今建国中路173弄），程子卿在此一直居住到去世。

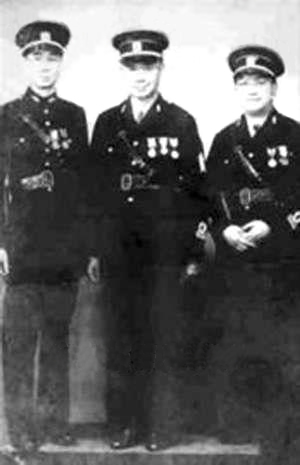
1930年代，程子卿（中），薛耕莘（右），朱良弼（左）合影。当时薛耕莘任特级督察长，程子卿、朱良弼前来看望他。程子卿、朱良弼当时没有制服，薛耕莘乃向上海法租界巡捕房的法国人要了两套制服，三人合影留念。

1930年代，程子卿也曾为中国国民党左派以及中国共产党做工作。他参加了宋庆龄领导的中国民权保障同盟的活动，并加保护。他接受宋庆龄等人的疏通，使一些被捕的中国共产党党员获释。他还参与侦破了国民党特务暗杀杨杏佛案。国民党特务在上海法租界绑架邓演达，被上海法租界巡捕房破获，此后程子卿托宋庆龄转告邓演达称，“切戒一人随便外出，最好通知捕房派人保护，以防不测。”程子卿还曾说，“我现在也是教徒，愿追随真理做人和做事。”国民党右派对他甚为不满，1931年至1936年间，程子卿先后七次收到匿名警告信，而且最后两次附子弹。程子卿曾经在徐家汇路打浦桥附近遇刺，但没有受伤。此后，程子卿上下班皆有上海法租界巡捕房派员保护，这样一直保护了半年，直到抗日战争爆发。
抗日战争爆发后，上海租界沦为孤岛。程子卿与薛耕莘二人成为上海法租界巡捕房与日本军方的交涉代表。颁发于1943年的程子卿警察证（CARTE DE POLICE）上显示，其法文名字为Zeng Cse King，工作单位为法国领事警察局（POLICE CONSULAIRE FRANCAIS，即法租界巡捕房），警号631，职级是侦探督察长（Inspecteur Principal détective），编号501。
1943年，汪精卫的南京国民政府收回了上海法租界。此后，1943年8月6日，程子卿任上海市政府督察处处长，1944年4月2日改为简任三等警监，同年8月17日改任上海市政府督察处第二督察区主任督察长，同年12月1日转任第六督察区主任督察员，任至1945年2月12日退休。
抗日战争胜利后，据薛耕莘回忆称，程子卿在斜徐路华美烟草公司拿干薪，另外在淞沪警备司令部挂“上校督察”职，非正式军官，未拿薪水。
中华人民共和国成立后，程子卿留在上海，因为历史问题受到人民政府审查。程子卿认为自己可能被逮捕，于是向宋庆龄寻求帮助。经宋庆龄向有关部门进行说明，程子卿未被捕，一直在家闲居，生活不错。
1961年9月27日，程子卿在上海建国中路家中病逝，享年79岁。 